# Convexidad logarítmica
En matemáticas, una función {\displaystyle f} definida en un subconjunto convexo de un espacio vectorial real es logarítmicamente convexa si {\displaystyle \log f(x)\,} es una función convexa de {\displaystyle x\,}.
Una función logarítmicamente convexa {\displaystyle f\,} es convexa, porque es composición de dos funciones convexas, {\displaystyle \exp \,} y {\displaystyle \log f\,}. La afirmación recíproca no siempre es cierta. Por ejemplo, {\displaystyle f(x)=x^{2}} es convexa, pero {\displaystyle \log f(x)=\log x^{2}=2\log |x|\,} no es convexa, y por tanto {\displaystyle f(x)=x^{2}\,} no es logarítmicamente convexa. Sin embargo, {\displaystyle f(x)=e^{x^{2}}} sí es logarítmicamente convexa, pues {\displaystyle \log e^{x^{2}}=x^{2}\,} es convexa. Otro ejemplo de función logarítmicamente convexa es la función gamma, restringida a los reales positivos (ver también el teorema de Bohr-Mollerup).